# Bernd Herzogenrath
Bernd Herzogenrath (* 17. November 1964 in Wegberg) ist ein deutscher Amerikanist und Professor an der Goethe-Universität in Frankfurt am Main.

## Leben
Nach dem Abitur am Gymnasium Erkelenz studierte Herzogenrath von 1984 bis 1991 Lehramt für Englisch und Deutsch an der RWTH Aachen. 1997 veröffentlichte er seine Dissertation An Art of Desire. Reading Paul Auster und 2007 seine Habilitationsschrift An American Body|Politic – A Deleuzian Approach. Seit 2010 ist er Professor für Literatur- und Kulturwissenschaften am Institut für England- und Amerikastudien an der Goethe-Universität in Frankfurt am Main. Seine Forschungsschwerpunkte sind Medienphilosophie, Filmwissenschaften, Sound Studies und Artistic Research.
Im Jahre 2005 fand Herzogenrath nach jahrelanger Archivarbeit das Geburtshaus des B-Movie Regisseurs Edgar G. Ulmers – als Resultat der Bemühungen wurde anlässlich des von ihm organisierten 'ulmerfest' 2006 eine Gedenktafel am Haus angebracht. Herzogenrath hat auch einen Gastauftritt in Bashar Shbibs Dokumentarfilm Ulmer Before Detour (in Post-Production).
Seit 2010 veranstaltet Herzogenrath jedes Jahr im September sein internationales Blockseminar 'Theory into Practice' in Olomouc / Tschechische Republik. Seit 2016 lädt er Künstler (Filmemacher, Sound Artists und Theoretiker) aus Europa und den USA dazu ein, so dass dieses Seminar einen stärkeren Praxisbezug und Werkstattcharakter bekommt. Bisher haben folgende Gäste teilgenommen: 2016: Lasse-Marc-Riek, 2017: Chris Shultis und Craig Shepard; 2018: Shane Denson; 2019: Bill Morrison; 2020: fand das Seminar wegen der weltweiten Coronapandemie aus; 2021: David Rothenberg; 2022: Eugenie Brinkema.
Das 2017er Seminar mit Christopher Shultis und Craig Shepard ist Gegenstand eines Dokumentarfilmes von Christoph Collenberg und Jakob Gengenbach.
Herzogenrath ist Herausgeber folgender Buchreihen: Thinking Media (Bloomsbury, mit Patricia Pisters); Alternative | Education (Bloomsbury, mit Tim Ingold); Rethinking Education (Routledge, mit Tim Ingold).
Während der Lockdowns konzipierte Herzogenrath das internationale Kunstprojekt (c)ovid's metamorphoses, welches er mit Lasse-Marc Riek kuratierte. An diesem Projekt nahmen mehr als 130 internationale Künstler, Schriftsteller und Philosophen teil, u. a. Lee 'Scratch' Perry, Richard Reed Parry von Arcade Fire, Scanner (Robin Rimbaud), Lucretia Dalt, Bill Morrison, Tomás Saraceno, Tom McCarthy, Christine Wunnicke, Rosi Braidotti, Jane Bennett etc.

## Publikationen (Auswahl)
- An Art of Desire. Reading Paul Auster. Amsterdam/Atlanta: Editions Rodopi, 1999.
- The Films of Tod Browning. Ed. Bernd Herzogenrath. London: Black Dog Publishing, 2006.
- Deleuze|Guattari & Ecology. Ed. Bernd Herzogenrath. Houndmills: Palgrave Macmillan, 2009.
- Edgar G. Ulmer: Essays on the King of the B's. Ed. Bernd Herzogenrath. Jefferson, N.C.: McFarland, 2009.
- An American Body|Politic – A Deleuzian Approach. Dartmouth College Press, 2010.
- The Farthest Place. The Music of John Luther Adams. Ed. Bernd Herzogenrath. Northeastern University Press, 2012.
- Time and History in Deleuze and Serres. Ed. Bernd Herzogenrath. Continuum Press, 2012.
- Travels in Intermedia[lity]: ReBlurring the Boundaries. Ed. Bernd Herzogenrath. Dartmouth College Press, 2012.
- media|matter: the materiality of media, matter as medium. Ed. Bernd Herzogenrath. New York/London: Bloomsbury, 2015.
- sonic thinking. a media philosophical approach. Ed. Bernd Herzogenrath. New York/London: Bloomsbury, 2017.
- The Films of Bill Morrison. Aesthetics of the Archive Ed. Bernd Herzogenrath. Amsterdam: Amsterdam University Press, 2017.
- Practical Aesthetics. Ed. Bernd Herzogenrath. New York/London: Bloomsbury, 2020.